# Lorenzo Raimundo Parodi
Lorenzo Raimundo Parodi (Pergamino, 23 de gener de 1895-21 d'abril de 1966, Buenos Aires) va ser un destacat enginyer agrònom dedicat a la Botànica i en particular, a l'Agrostologia. Entre altres tingué per alumna la botànica Elisa G. Nicora.

## Algunes publicacions
- La Agricultura Aborigen Argentina, por Lorenzo R. Parodi. Universitat de Buenos Aires, ISBN 950-23-0733-X (950-23-0733-X)
- Enciclopedia Argentina de Agricultura y Jardinería, en tres toms. 1953
- Notas sobre las especies de Briza de la Flora argentina. a Revista de la Facultad de Agronomía y Veterinaria de la Universidad de Buenos Aires. 1920.
- Albert Spear Hitchcock (1865–1935). a Revista Argentina de Agronomía. 1936.
- El origen geográfico de algunas Gramíneas coleccionadas por Don Luis Née, en su viaje alrededor del mundo. a Revista Argentina de Agronomía. 1947.
- Robert Pilger (1876–1953). a Revista Argentina de Agronomía. 1953.
- Thaddaeus peregrinus Haenke a dos siglos de su nacimiento. a Anales de la Academia Nacional de Ciencias Exactas, Físicas y Naturales, Buenos Aires. 1964.

## Honors
L'eminent botànic ítalo-argentí Carlos Luis Spegazzini li va dedicar el gènere de cactàcies Parodia.
Altres noms de tàxons que li van ser dedicats són: 
- Parodianthus Tronc.
- Parodiodoxa O.I.Schulz
- Bromus parodii Covas & Itria

La Societat Argentina de Botànica va crear el Premi Lorenzo R. Parodi en el seu honor. Aquest premi va ser creat el 1978 amb el propòsit d'encoratjar als joves que han decidit consagrar-se a la investigació.